# Julia Kristeva

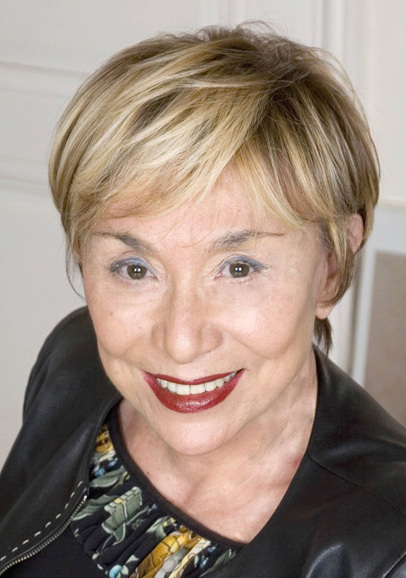
Julia Kristeva, 2008

Julia Kristeva (bulgarisch Юлия Кръстева; * 24. Juni 1941 in Sliwen, Bulgarien) ist eine bulgarisch-französische Literaturtheoretikerin, Psychoanalytikerin, Schriftstellerin und Philosophin. Sie prägte um 1965 den Begriff Intertextualität, um die strukturalistische Literaturinterpretation zu erweitern.

## Leben
Julia Kristeva konnte dank eines Promotionsstipendiums aus Bulgarien ausreisen und lebt und arbeitet seit 1965 in Paris. Dort hat sie seit 1973 einen Lehrstuhl an der Universität Paris VII (Denis Diderot) inne.
Ihre Schriften zur Linguistik und zur Sprache prägten die poststrukturalistische Diskussion, vor allem durch ihre Mitarbeit an der literaturkritischen Zeitschrift Tel Quel. Beeinflusst wurde sie dabei u. a. von der Freudschen und Lacanschen Psychoanalyse, vom russischen Formalismus (sie spielte eine Mittlerrolle und machte Michail Bachtin in der französischen intellektuellen Szene bekannt), von ihrer Freundschaft mit Roland Barthes und von der intensiven Auseinandersetzung mit dessen Werk und dem Hegelianismus.
Neben ihrer Forschungstätigkeit hat Kristeva einige Romane veröffentlicht. Sie gilt als engagierte Europäerin.
In den frühen 1970ern untersuchte Kristeva die „weibliche Identität im Patriarchat“. Am stärksten mit der écriture féminine identifiziert wird die französische Schriftstellerin und Theoretikerin Hélène Cixous, doch auch Luce Irigaray und Julia Kristeva werden regelmäßig als bekannte Vertreterinnen des weiblichen Schreibens genannt. Kristeva wurde von Teilen der feministischen Literaturwissenschaftler wegen ihrer Nähe zur Psychoanalyse kritisiert. Ihre Arbeiten hatten dennoch Einfluss auf Theorien der Gender Studies.
Kristeva war von 1967 bis zu seinem Tod im Mai 2023 mit dem Schriftsteller Philippe Sollers verheiratet.
Im März 2018 wurden Vorwürfe laut, dass Kristeva im Jahr 1971 für den bulgarischen Auslandsgeheimdienst angeworben worden sein und den Decknamen „Sabina“ erhalten haben soll. Die Authentizität der Vorwürfe ist allerdings fraglich; auch Kristeva selbst bestreitet, für den Geheimdienst tätig gewesen zu sein.

## Schriften (Auswahl)
- Des Chinoises, Edition Des Femmes, 1974; neu herausgegeben: Pauvert, 2001.
  - deutsch: Die Chinesin. Die Rolle der Frau in China, übersetzt von Annette Lallemand, Nymphenburger Verlagshaus, München 1976; Ullstein, Frankfurt/M. 1982, ISBN 3-548-35144-1
- Etrangers à nous-mêmes, Gallimard, Paris 2001, ISBN 2-07-032618-7
  - deutsch: Fremde sind wir uns selbst, übersetzt von Xenia Rajewski, Suhrkamp, Frankfurt/M. 2001, ISBN 3-518-11604-5
- Histoires d'amour, Nachdruck: Denoël, Paris 2007, ISBN 978-2-07-032323-4
  - deutsch: Geschichten von der Liebe, übersetzt von Dieter Hornig und Wolfram Bayer, Suhrkamp, Frankfurt/M. 1989, ISBN 3-518-11482-4
- Powers of horror. An essay on abjection, engl., New York 1982, University of California; Repr. Edition 1984, ISBN 978-0-231-05347-1
- Die Revolution der poetischen Sprache, übersetzt und mit einer Einleitung versehen von Reinold Werner, Suhrkamp, Frankfurt/M. 1999, ISBN 3-518-10949-9
- Les samouraïs, Gallimard, Paris 1982, ISBN 2-07-038472-1
- Soleil noir : dépression et mélancolie, Gallimard, Paris 1987, ISBN  2-07-070919-1
  - deutsch: Schwarze Sonne. Depression und Melancholie, übersetzt von Bernd Schwibs und Achim Russer, Brandes & Apsel, Frankfurt/M. 2007, ISBN 978-3-86099-736-9
- Le temps sensible. Proust et l'expérience littéraire, Gallimard, Paris 1994, ISBN 978-2-07-073116-9
- Das weibliche Genie. Das Leben, der Wahn, die Wörter, Philo-Verlag, Berlin
  - 1. Hannah Arendt, 2001, übersetzt von Vincent von Wroblewsky, ISBN 3-8257-0186-7
  - 2. Melanie Klein, 2005, übersetzt von Vincent von Wroblewsky, ISBN 3-8257-0240-5
  - 3.  Le génie féminin. Les mots. Colette ou la chair du monde, franz. Fayard, 2002, ISBN 2-213-60771-0; engl. Columbia University Press, 2005, ISBN 978-0-231-12897-1
- Severed Head: Capital Visions (European Perspectives) engl.,   Columbia University Press; Illustrated Edition 2014, ISBN 978-0-231-15721-6
- Dostoïevski face à la mort, ou le sexe hanté du langage, franz. Fayard, 2021, ISBN 2-213-71831-8

### Interviews
- "Seitenweise Text abschreiben - das ist keine Intertextualität", Die Welt, 18. März 2010
- Sarah Pines: „Die männliche Sexualität ist ein unerschlossener Kontinent“. Interview, in: NZZ, 27. Januar 2018, S. 25 (Text online)

Oliver Guez "Sprich über deine Schatten". Interview in FAZ, 3. Mai 2013
```
https://www.faz.net/aktuell/feuilleton/bilder-und-zeiten/2.2889/julia-kristeva-im-gespraech-sprich-ueber-deine-schatten-12171496.html
```

## Auszeichnungen
- 1987: Ritter des Ordre des Arts et des Lettres
- 1989: Henry-Hertz-Preis
- 1991: Ritter des Ordre national du Mérite
- 1995: Ehrendoktor der University of Western Ontario
- 1997: Ritter der Ehrenlegion
- 1997: Ehrendoktor der Victoria-Universität an der Universität von Toronto
- 1998: Mitglied der American Academy of Arts and Sciences
- 1999: Ehrendoktor der Harvard University
- 2000: Ehrendoktor der Université libre de Bruxelles (ULB)
- 2000: Ehrendoktor der Universität Bayreuth
- 2000–2001 am Institut Universitaire de France
- 2000: Ehrendoktor der Universität Toronto
- 2002: Korrespondierendes Mitglied der British Academy, London
- 2002: Ehrendoktor der Universität Sofia
- 2002: Mitglied der Académie Universelle des Cultures
- 2003: Ehrendoktor der New School University
- 2004: Der Internationale Holberg-Preis
- 2006: Hannah-Arendt-Preis für politisches Denken
- 2017: Prix Saint-Simon für Je me voyage. Mémoires